# Pilosocereus vilaboensis
Pilosocereus vilaboensis là một loài thực vật có hoa trong họ Cactaceae. Loài này được (Diers & Esteves) P.J. Braun miêu tả khoa học đầu tiên năm 1988.

## Hình ảnh

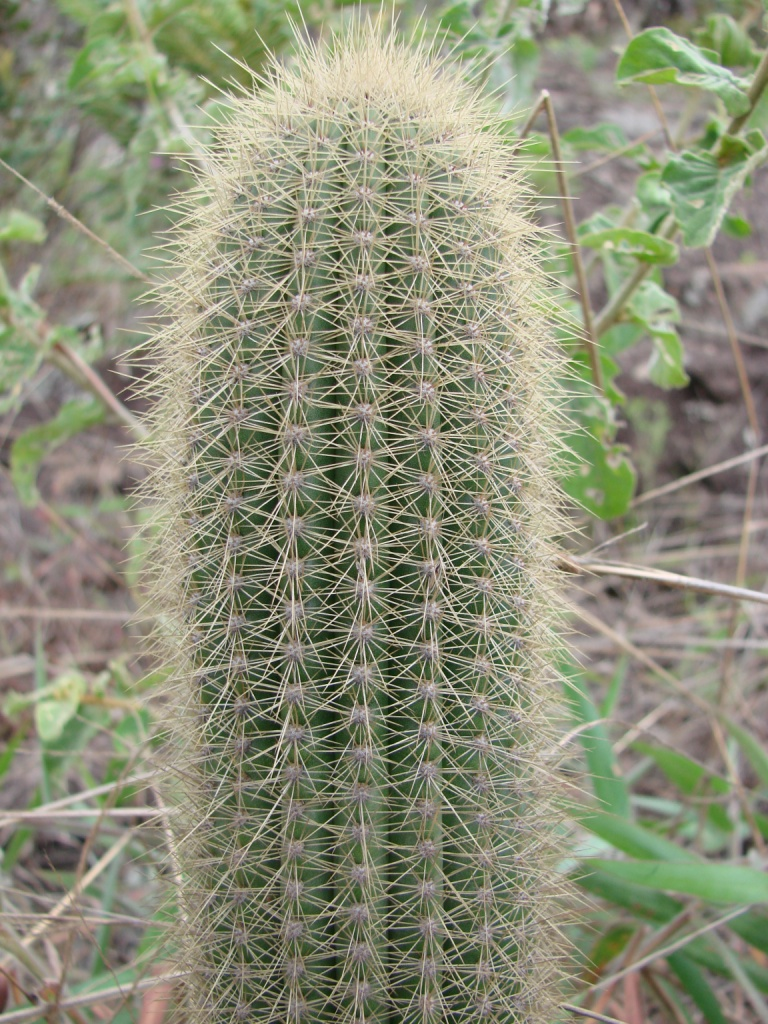